# Casa a la carretera d'Olot, 10 (Sant Joan les Fonts)
La Casa a la carretera d'Olot, 10 és una obra de Sant Joan les Fonts (Garrotxa) inclosa a l'Inventari del Patrimoni Arquitectònic de Catalunya.

## Descripció
És una casa entre mitgera, de planta rectangular i teulat a dues aigües. Aquest darrer està sostingut per bigues de fusta i la cornisa decorada amb rajoles vidriades de color grana i ocre. Fou concebuda seguint una ordenació totalment simètrica. Disposa de baixos i pis. Les obertures són de punt rodó i estan emmarcades per estuc que imita carreus de pedra, amb una destacada clau d'arc. Els cantoners també es realitzaren amb estuc. Les obertures del primer pis tenen rajoles de colors amb motius de sanefes amb decoració floral estilitzada, predominant els colors grocs i blanc. Cal remarcar el joc cromàtic que hi ha entre el gris de l'estuc que emmarca les obertures amb el groc de l'estucat de la façana.